# Immunforsvar
Immunforsvaret er kroppens forsvar mod fremmede organismer, primært bakterier, svampe, virus og parasitter. Kroppens immunforsvar består af millioner af forskellige hvide blodlegemer, der hver især kan genkende én bestemt form for fremmede celler. Når en fremmed celle, for eksempel et virus, kommer ind i kroppen, vil de hvide blodlegemer angribe og forsøge at dræbe de fremmede celler.
Derfor er det afgørende ved transplantationer, at de væv, der indsættes, ligner patientens egne celler så meget som muligt.
Immunforsvaret har hukommelse, så næste gang det udsættes for den samme type bakterie, har det opbygget antistoffer mod præcis denne bakterie og kan hurtigt udrydde den.
Immunforsvaret deles i et medfødt og et adaptivt immunforsvar.
Nobelprisen i fysiologi eller medicin er tildelt 23 forskere for deres arbejde med immunsystemet.

## Det medfødte immunforsvar
Det medfødte immunforsvar (det uspecifikke innate immunforsvar) består af en cellulær del og en humoral del.
Den cellulære del består af:
- Makrofager, fagocytter (ædeceller), der er til stede i det perifære væv og som genkender mikroorganismer med sine receptorer og indleder det akutte inflammatoriske respons.

- Naturlige dræberceller (NK-celler), kan mærke om en celle er inficeret med virus og kan efterfølgende slå cellen ihjel. Er desuden en vigtig kilde for interferon-γ tidligt i immunresponset.

- Neutrofile granulocytter (neutrofiler), kortlevede fagocytter, der er de første som når frem til et infektionssted. Slår mikroorganismer ihjel ved fagocytose og er de celler der udgør materie (pus) i et sår.

- Dendritceller, fagocytter, der optager mikroorganismer, nedbryder dem, migrerer til den lokale lymfeknude og præsenterer antigen til T-celle og indleder dermed T-celle responset.

Den humorale del består af de såkaldte akutfase-proteiner i blodet, bl.a. komplementsystemet. Det er proteiner i blodplasmaet som kan aktiveres til at angribe indtrængende mikroorganismer.
Defensiner og andre antimikrobielle peptider lige såvel som Lysozym er også en del af det medfødte immunsystem.

## Det adaptive immunforsvar
Det gamle navn "det erhvervede immunforsvar" er på vej ud, i hvert fald i fagkredse, da det er misvisende. Det adaptive immunforsvar er til stede ved fødslen, forskellen mellem det og det medfødte er, at det kan tilpasse sig, det adapterer til de mikroorganismer der angriber kroppen.
De vigtigste celler i det adaptive immunforsvar er:
- T-celler herunder T-hjælper celler (CD4+ celler) og T-cytotoksiske celler (CD8+ celler)

- B-celler herunder plasmaceller og hukommelsesceller, antistof-producerende celler.

## Eksterne links
- Immunsystemet. Patienthåndbogen, sundhed.dk
- Norsk undersøgelse om, hvorvidt kontakt mellem dyr og mennesker styrker immunforsvaret

- Wikimedia Commons har flere filer relateret til Immunforsvar

| Fysiologi | Spire Denne artikel om fysiologi er en spire som bør udbygges. Du er velkommen til at hjælpe Wikipedia ved at udvide den. |